# Aparecida (São Paulo)
Aparecida é um município brasileiro no interior do estado de São Paulo, Região Sudeste do país. Localiza-se no Vale do Paraíba Paulista, a nordeste da capital do estado, distando desta cerca de 170 km. Ocupa uma área de 120,890 km², sendo que 6,2 km² estão em perímetro urbano, e sua população em 2022 era de 32 569 habitantes. A cidade é popularmente denominada Aparecida do Norte em razão da construção da Estrada de Ferro do Norte (depois Estrada de Ferro Central do Brasil) na segunda metade do século XIX.
As origens do município remontam à fé consolidada ao redor do encontro da imagem de Nossa Senhora da Conceição Aparecida no curso do Rio Paraíba do Sul por pescadores, em 1717. Os milagres atribuídos à representação levaram à construção de uma capela, em 1745, ao redor da qual se estabeleceram vários fiéis e os primeiros residentes. Dado o desenvolvimento da localidade, em 1842 foi criada a freguesia, subordinada a Guaratinguetá, município do qual Aparecida se desmembrou em 17 de dezembro de 1928.
O número crescente de fiéis implicou na construção de um templo maior, a atual Basílica Velha, que foi inaugurada em 1888 e substituída pela nova Basílica de Nossa Senhora Aparecida na segunda metade do século XX. Esta configura-se como o maior centro de peregrinação religiosa da América Latina, recebendo anualmente milhões de visitantes, os quais fazem do município um dos principais núcleos turísticos do Brasil, principalmente no segmento do turismo religioso. O complexo turístico aparecidense abrange ainda marcos como o Porto Itaguaçu, que marca o local onde a imagem de Nossa Senhora foi encontrada; o Seminário Missionário Bom Jesus; o Morro do Cruzeiro, com suas esculturas que representam a Via Sacra; e a Igreja São Benedito, inaugurada em 1918.

## História

### Fundação

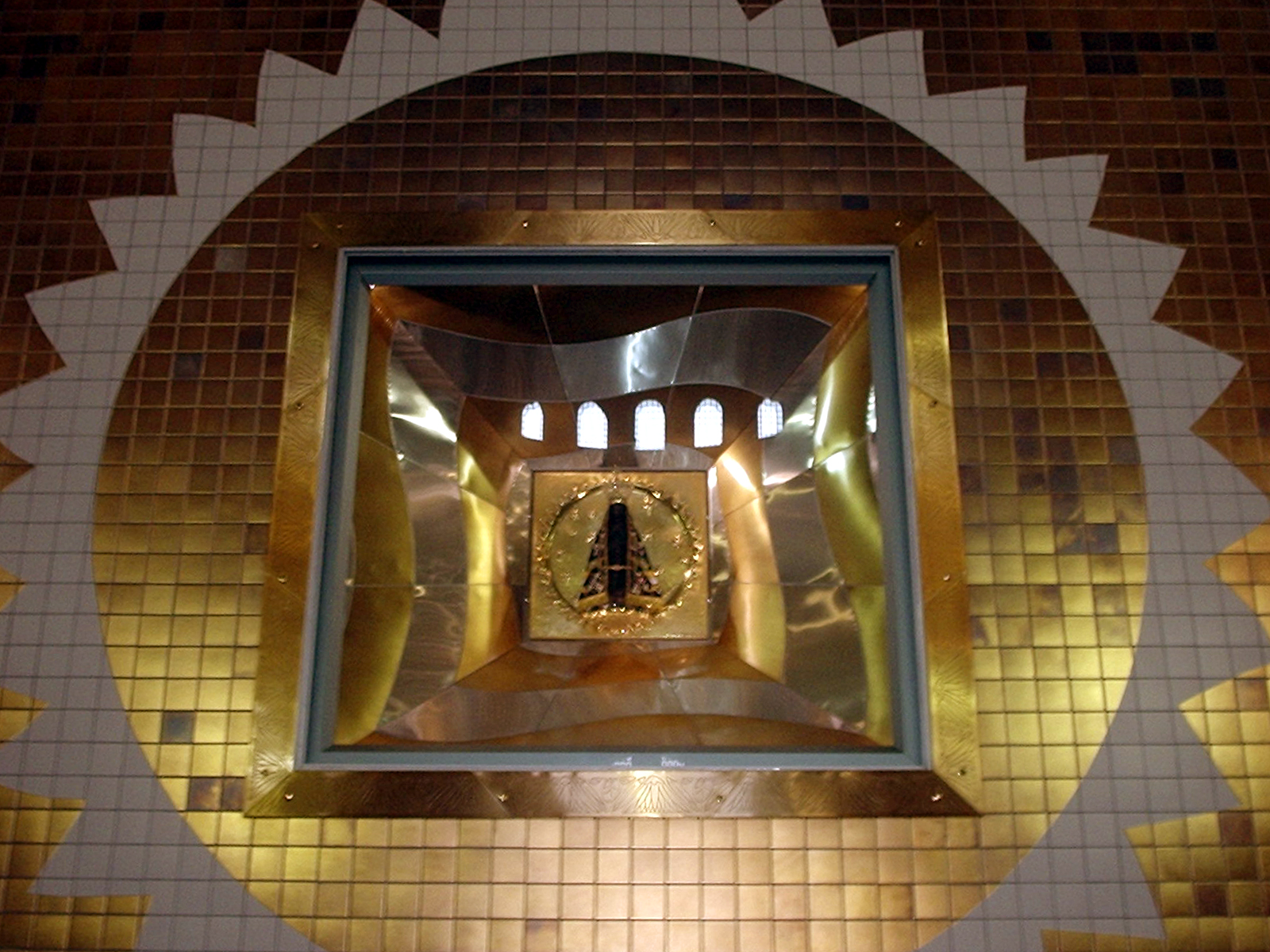
Imagem consagrada como Nossa Senhora da Conceição Aparecida, exposta no interior da Catedral Basílica de Nossa Senhora Aparecida.

O surgimento da atual cidade de Aparecida está ligado diretamente com a passagem de Dom Pedro de Almeida, conde de Assumar e governante da Capitania de São Paulo e Minas de Ouro, pela então Vila de Guaratinguetá, durante uma viagem até Vila Rica em outubro de 1717. A população decidira realizar uma festa em homenagem à presença da autoridade e, apesar de não ser temporada de pesca, os pescadores lançaram seus barcos no Rio Paraíba do Sul com a intenção de oferecerem peixes ao conde. Os pescadores Domingos Garcia, João Alves e Filipe Pedroso rezaram para a Virgem Maria e pediram a ajuda de Deus e após várias tentativas infrutíferas, desceram o curso do rio até chegarem ao local conhecido como Porto Itaguaçu, já prestes a desistirem da pescaria, até que João Alves jogou sua rede novamente e em vez de peixes, apanhou o corpo de uma imagem de Nossa Senhora, sem a cabeça. Ao lançar a rede novamente, apanhou a cabeça da imagem, que foi envolvida em um lenço.
Durante algum tempo, a imagem foi abrigada na residência de Felipe Pedroso, onde as pessoas da vizinhança se reuniam para orar. Dada a fé local atribuída aos frequentes relatos de milagres atribuídos à representação, em 1734 foi ordenada a construção de uma capela à sua alusão, a mando do vigário de Guaratinguetá no local conhecido como Morro dos Coqueiros. A capela foi aberta à visitação pública em 1745 e uma vez que a fama dos milagres se espalhava por outras regiões do Brasil, tornaram-se comuns peregrinações de fiéis até a localidade. O número crescente de fiéis implicou, em 1834, no início da construção de uma igreja maior, a atual Basílica Velha, sendo solenemente inaugurada e benzida em 8 de dezembro de 1888.

### Consolidação

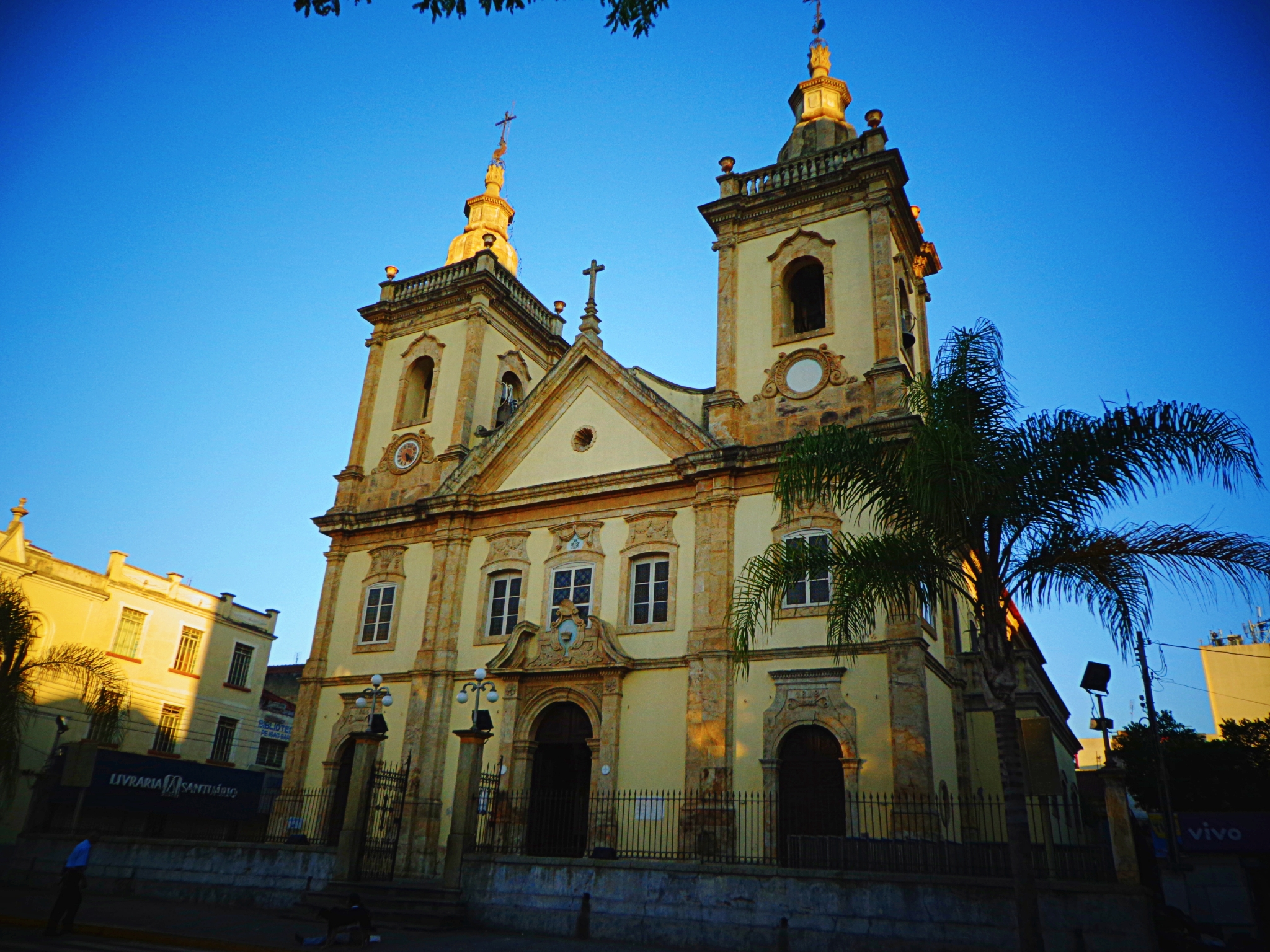
Fachada da Basílica Velha, inaugurada em 1888.

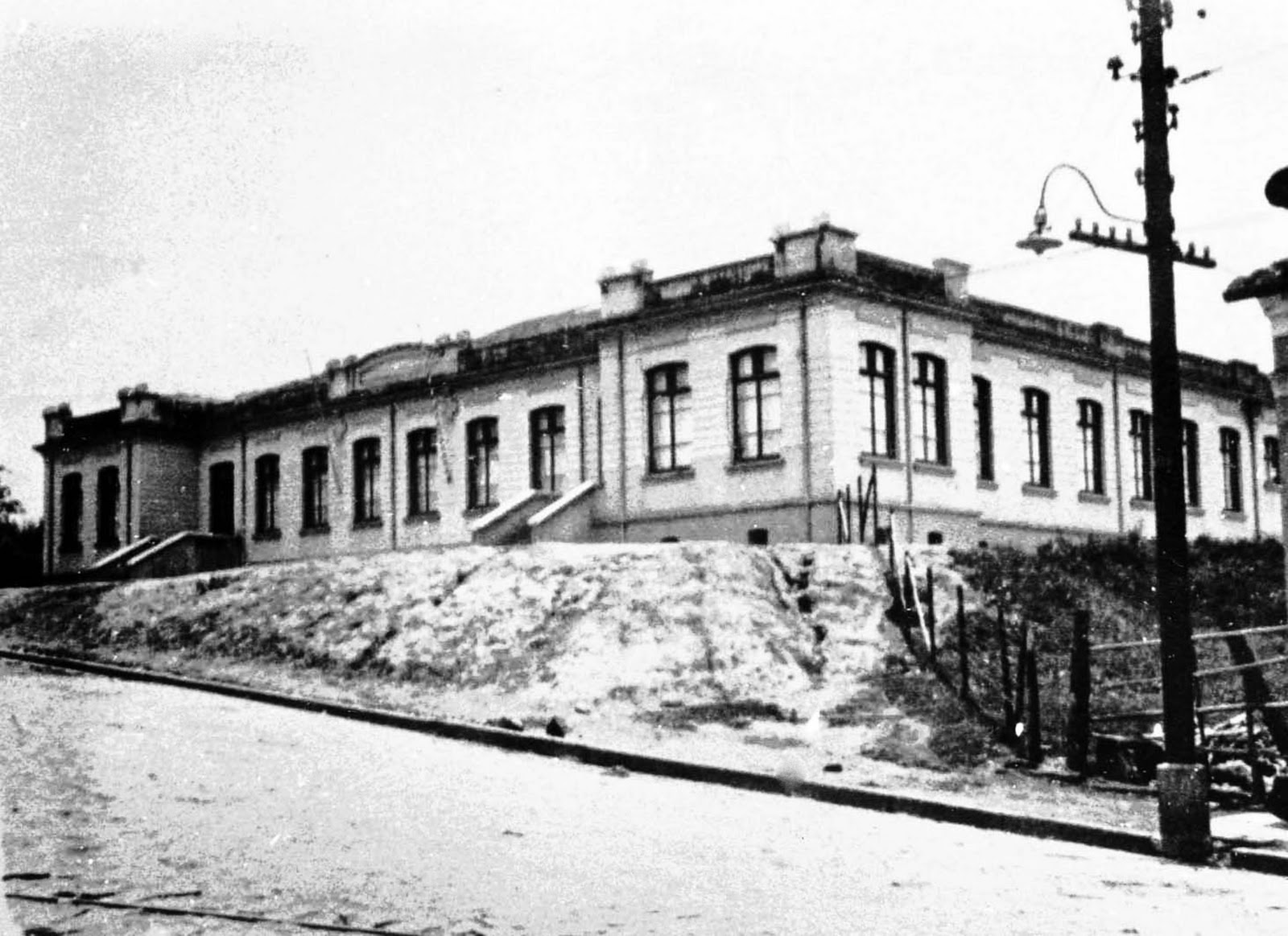
Antigo Grupo Escolar de Aparecida Escola Estadual Chagas Pereira em 1929

Pela lei provincial nº 19, de 4 de março de 1842, foi criada a freguesia (equivalente à condição de distrito) denominada Aparecida e subordinada a Guaratinguetá. Chegou a ser extinta pela lei nº 38, de 15 de março de 1844, sendo recriada pela lei nº 131, de 25 de abril de 1880. Deixou de existir novamente pela lei n.º 3, de 15 de fevereiro de 1882, porém foi restabelecida pelo decreto estadual nº 147, de 4 de abril de 1891. A 8 de julho de 1877, a localidade passou a ser atendida pela Estrada de Ferro do Norte (depois Estrada de Ferro Central do Brasil), com a inauguração de sua estação ferroviária, que foi reinaugurada em 1922 e desativada em 1998, em função do fim do transporte de passageiros. A antiga denominação da via férrea levou à cidade ser conhecida também como Aparecida do Norte. O desenvolvimento em função do turismo religioso culminou na emancipação de Aparecida, decretada pela lei estadual nº 2.312, de 17 de dezembro de 1928, desmembrando-se de Guaratinguetá e instalando-se a 30 de março de 1929. Pelo decreto-lei estadual nº 14.334, de 30 de novembro de 1944, foi criado o distrito de Roseira, que foi desmembrado e emancipado pela lei estadual n.º 5.285, de 18 de fevereiro de 1959.
Em 1904, a imagem foi coroada pelo Papa Pio X sob o título de Nossa Senhora da Conceição Aparecida, sendo consagrada padroeira do Brasil em 1930 pelo Papa Pio XI. Em 1946, foi implantada a pedra fundamental da construção da atual Basílica de Nossa Senhora Aparecida, com projeto de autoria do engenheiro Benedito Calixto Neto, e a 15 de agosto de 1967, em ocasião da comemoração do 250º aniversário do encontro da imagem no Rio Paraíba do Sul, ocorreu a inauguração do templo (ainda inacabado) pelo Papa Paulo VI, representado por um legado especial do Vaticano, ofertando-lhe o título da "Rosa de Ouro". Em cerimônia presidida por Papa João Paulo II, a basílica foi consagrada oficialmente à Nossa Senhora da Conceição Aparecida em julho de 1980. Além de João Paulo II, Aparecida também veio a receber as visitas dos papas Bento XVI, em 2007, durante a Quinta Conferência Geral do Episcopado Latino-americano e do Caribe, e Francisco, como parte da XXVIII Jornada Mundial da Juventude. A localização no Vale do Paraíba, entre as cidades de São Paulo e Rio de Janeiro, com acesso facilitado através da Rodovia Presidente Dutra, favorece a estadia anual de milhões de fiéis e visitantes.

## Geografia

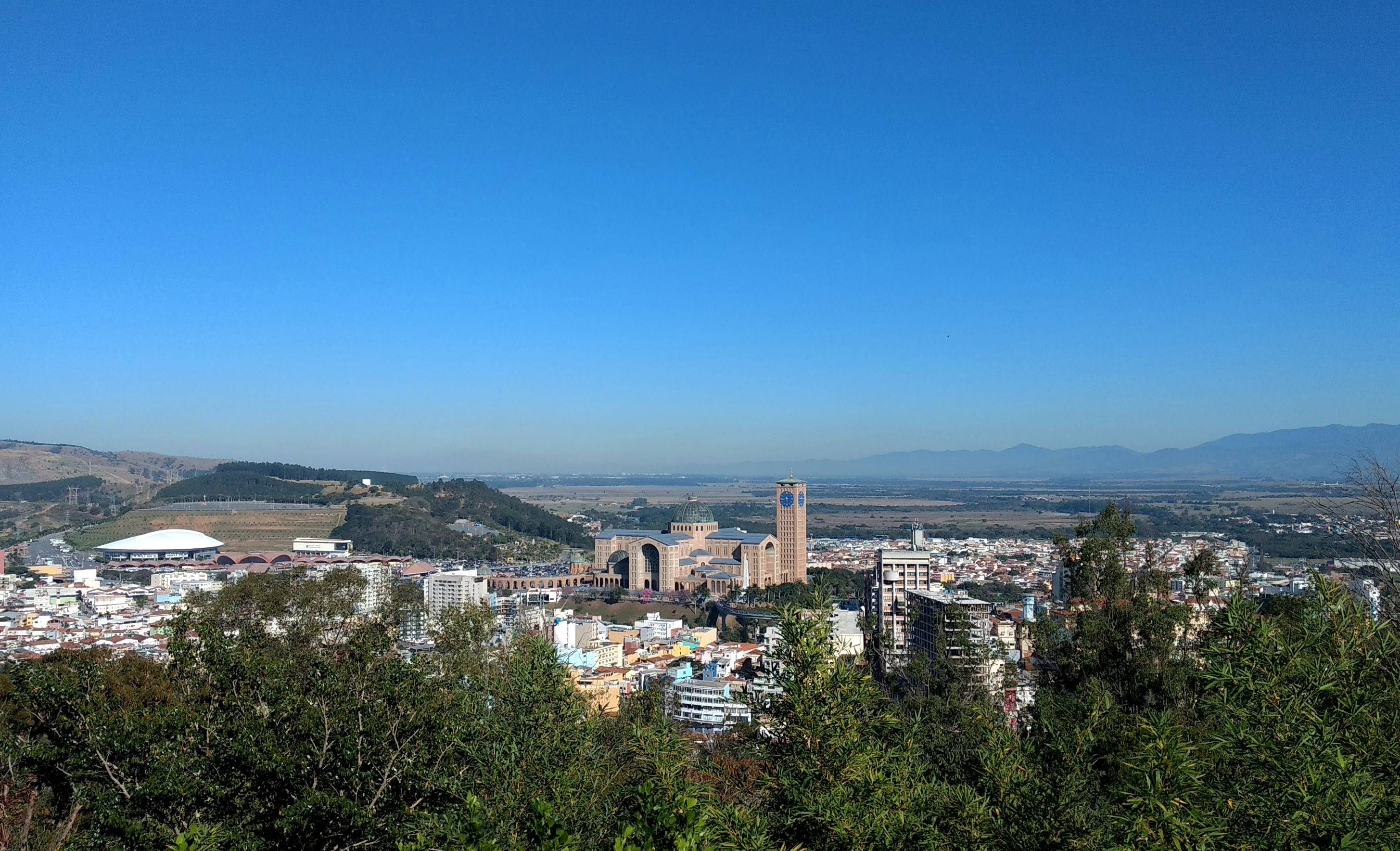
Vista da cidade

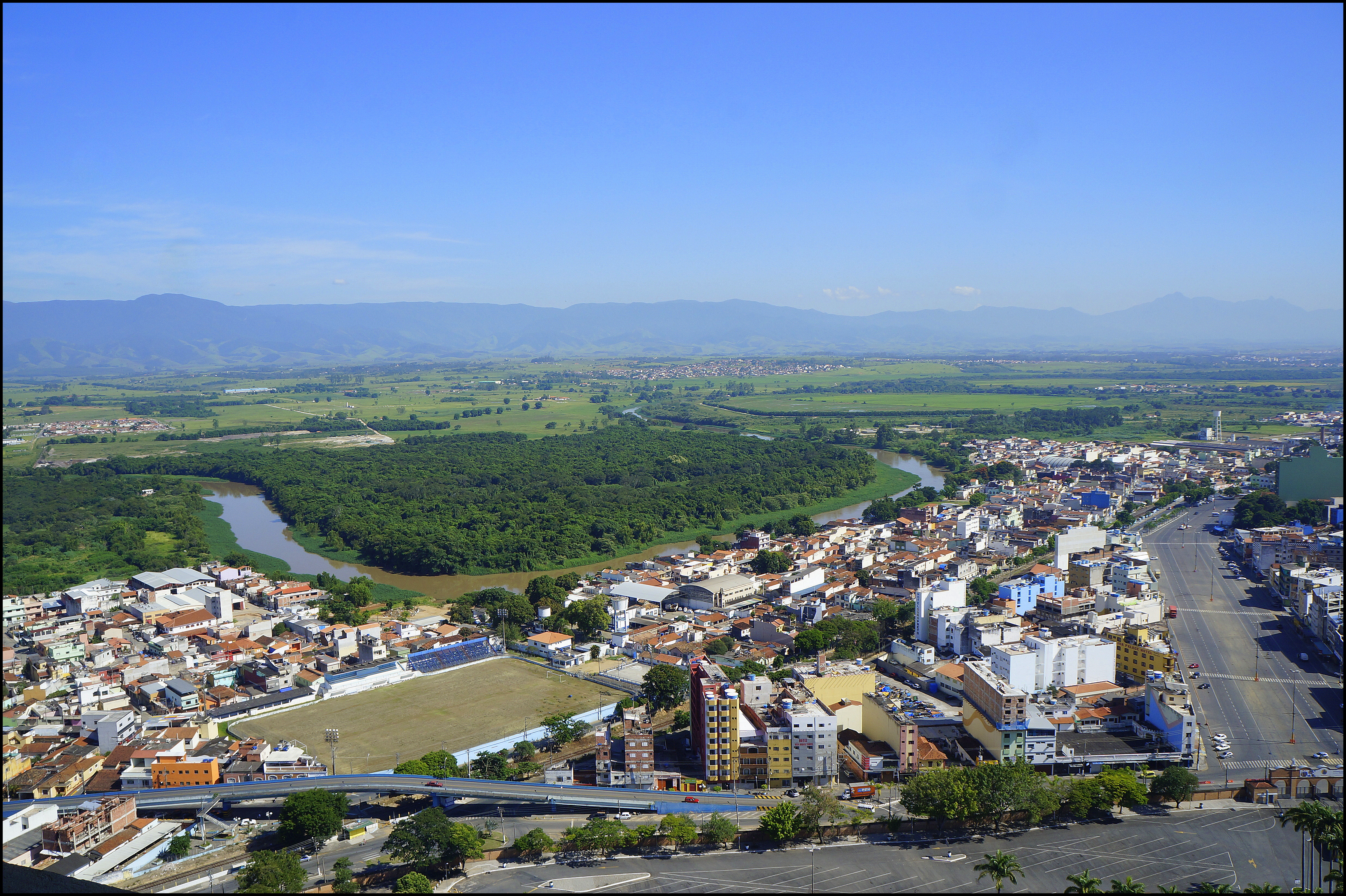
Curso do Rio Paraíba do Sul em Aparecida

De acordo com a divisão regional vigente desde 2017, instituída pelo IBGE, o município pertence às Regiões Geográficas Intermediária de São José dos Campos e Imediata de Guaratinguetá. Até então, com a vigência das divisões em microrregiões e mesorregiões, fazia parte da microrregião de Guaratinguetá, que por sua vez estava incluída na mesorregião do Vale do Paraíba Paulista. A área do município, segundo o Instituto Brasileiro de Geografia e Estatística (IBGE), é de 120,890 km², sendo que 6,26 km² constituem a zona urbana. Situa-se a 22º50'49" de latitude sul e 45°13'47" de longitude oeste e está a uma distância de 168 quilômetros a nordeste da capital paulista. Seus municípios limítrofes são Potim, a norte; Roseira, a oeste; Lagoinha, a sul; e Guaratinguetá, a leste.
Aparecida faz parte da província geomorfológica do Planalto Atlântico, estando situada em um complexo Pré-Cambriano composto predominantemente por conjuntos de mares de colinas suaves e com altitudes médias variando entre 560 e 650 metros acima do nível do mar. A sede municipal se encontra a 542 metros. A composição do relevo é resultado do intemperismo químico e pedogenético, sendo a base de um solo que sofreu um processo incompleto e descontínuo de retração florestal, o qual favoreceu o surgimento de trechos erosivos nas laterais depressivas. Segundo o Instituto Florestal de São Paulo, 15,48% do território aparecidense é composto por cobertura vegetal (1 857,47 hectares), no entanto a maior parte se encontra fragmentada; sendo 1 559,93 ha. de capoeira (13,00%) e 297,54 ha. de Mata Atlântica ou florestas originais (2,48%), além de existirem 270,42 ha. de trechos reflorestados.
A cidade é banhada pelo Rio Paraíba do Sul, o qual se origina na confluência dos rios Paraitinga e Paraibuna, no município de Paraibuna, e percorre cerca de 1 140 km até sua foz no Oceano Atlântico, no norte do estado do Rio de Janeiro. Sua bacia hidrográfica, na qual Aparecida está inserida, abrange um total de 184 municípios, sendo 39 em São Paulo. Devido a agravamentos como assoreamento, ocupação desenfreada e acúmulo de lixo nas margens do curso, têm se tornado comuns elevações do nível do Paraíba do Sul em algumas ocasiões durante a estação das chuvas, ocasionando enchentes em áreas povoadas.

### Clima
| Maiores acumulados de chuva em 24 horas registrados em Aparecida por meses (Estação Bonfim, 1957–2010) | Maiores acumulados de chuva em 24 horas registrados em Aparecida por meses (Estação Bonfim, 1957–2010) | Maiores acumulados de chuva em 24 horas registrados em Aparecida por meses (Estação Bonfim, 1957–2010) | Maiores acumulados de chuva em 24 horas registrados em Aparecida por meses (Estação Bonfim, 1957–2010) | Maiores acumulados de chuva em 24 horas registrados em Aparecida por meses (Estação Bonfim, 1957–2010) | Maiores acumulados de chuva em 24 horas registrados em Aparecida por meses (Estação Bonfim, 1957–2010) |
| Mês | Acumulado                                                                                              | Data                                                                                                   | Mês | Acumulado                                                                                              | Data                                                                                                   |
| --- | --- | --- | --- | --- | --- |
| Janeiro                                                                                                | 95 mm                                                                                                  | 03/01/2000                                                                                             | Julho                                                                                                  | 66,1 mm                                                                                                | 04/07/1976                                                                                             |
| Fevereiro                                                                                              | 125,3 mm                                                                                               | 26/02/1971                                                                                             | Agosto                                                                                                 | 35 mm                                                                                                  | 26/08/1966                                                                                             |
| Março                                                                                                  | 103,9 mm                                                                                               | 01/03/1958                                                                                             | Setembro                                                                                               | 57,5 mm                                                                                                | 20/09/1998                                                                                             |
| Abril                                                                                                  | 75 mm                                                                                                  | 26/04/1961                                                                                             | Outubro                                                                                                | 63,1 mm                                                                                                | 14/10/1995                                                                                             |
| Maio                                                                                                   | 111,5 mm                                                                                               | 11/05/1960                                                                                             | Novembro                                                                                               | 102,6 mm                                                                                               | 21/11/1964                                                                                             |
| Junho                                                                                                  | 57,8 mm                                                                                                | 15/06/1958                                                                                             | Dezembro                                                                                               | 148,7 mm                                                                                               | 17/12/2000                                                                                             |
| Fonte: Agência Nacional de Águas e Saneamento Básico (ANA).                                            | | | | | |

O clima aparecidense é caracterizado, segundo o IBGE, como tropical sub-quente úmido (tipo Cwa segundo Köppen), tendo temperatura média anual de 20 °C com invernos secos e frios e verões chuvosos com temperaturas amenas. Os meses mais quentes, janeiro e fevereiro, têm temperatura média de 23 °C, sendo a média máxima de 28 °C e a mínima de 18 °C. E o mês mais frio, julho, de 16 °C, sendo 23 °C e 9 °C as médias máxima e mínima, respectivamente. Outono e primavera são estações de transição.
O índice pluviométrico anual é de aproximadamente 1 350 mm, concentrados nos meses de primavera e verão. Nos últimos anos, entretanto, os dias quentes e secos durante o inverno têm sido cada vez mais frequentes, não raro ultrapassando a marca dos 28 °C, especialmente entre julho e setembro. Durante a época das secas e em longos veranicos em pleno período chuvoso também são comuns registros de queimadas em morros e matagais, principalmente na zona rural da cidade, o que contribui com o desmatamento e com o lançamento de poluentes na atmosfera, prejudicando ainda a qualidade do ar.
De acordo com o Departamento de Águas e Energia Elétrica (DAEE), com dados coletados na estação pluviométrica Bonfim de 1957 a 2010, o maior acumulado de chuva registrado em 24 horas foi de 148,7 mm no dia 17 de dezembro de 2000. Outros grandes acumulados foram de 125,3 mm em 26 de fevereiro de 1971, 111,5 mm em 11 de maio de 1960 e 103,9 mm em 1º de março de 1958. Contudo, na estação Aparecida, que esteve em operação de 1940 a 1997, o acumulado atingiu 168,4 mm em 17 de março de 1988. Segundo o Instituto Nacional de Pesquisas Espaciais (INPE), Aparecida é o 227º colocado no ranking de ocorrências de descargas elétricas no estado de São Paulo, com uma média anual de 6,6277 raios por quilômetro quadrado.
| Dados climatológicos para Aparecida | Dados climatológicos para Aparecida | Dados climatológicos para Aparecida | Dados climatológicos para Aparecida | Dados climatológicos para Aparecida | Dados climatológicos para Aparecida | Dados climatológicos para Aparecida | Dados climatológicos para Aparecida | Dados climatológicos para Aparecida | Dados climatológicos para Aparecida | Dados climatológicos para Aparecida | Dados climatológicos para Aparecida | Dados climatológicos para Aparecida | Dados climatológicos para Aparecida |
| Mês                                 | Jan                                 | Fev                                 | Mar                                 | Abr                                 | Mai                                 | Jun                                 | Jul                                 | Ago                                 | Set                                 | Out                                 | Nov                                 | Dez                                 | Ano                                 |
| ----------------------------------- | ----------------------------------- | ----------------------------------- | ----------------------------------- | ----------------------------------- | ----------------------------------- | ----------------------------------- | ----------------------------------- | ----------------------------------- | ----------------------------------- | ----------------------------------- | ----------------------------------- | ----------------------------------- | ----------------------------------- |
| Temperatura máxima média (°C)       | 27,9                                | 27,9                                | 27,5                                | 25,9                                | 24,3                                | 23,3                                | 22,9                                | 24,3                                | 25,2                                | 25,8                                | 26,3                                | 27                                  | 25,7                                |
| Temperatura média (°C)              | 22,7                                | 22,2                                | 22,2                                | 20,3                                | 18,1                                | 16,7                                | 16,1                                | 17,6                                | 19,2                                | 20,5                                | 21,2                                | 21,9                                | 19,9                                |
| Temperatura mínima média (°C)       | 17,6                                | 17,6                                | 16,9                                | 14,8                                | 11,9                                | 10,1                                | 9,4                                 | 10,9                                | 13,3                                | 15,2                                | 16,1                                | 16,9                                | 14,2                                |
| Precipitação (mm)                   | 236                                 | 210                                 | 181                                 | 68                                  | 41                                  | 26                                  | 19                                  | 32                                  | 49                                  | 130                                 | 146                                 | 206                                 | 1 344                               |
| Fonte: Climate-Data.org             |                                     |                                     |                                     |                                     |                                     |                                     |                                     |                                     |                                     |                                     |                                     |                                     |                                     |

## Demografia
Em 2022, a população foi estimada em 32 569 habitantes pelo censo daquele ano, realizado pelo Instituto Brasileiro de Geografia e Estatística (IBGE). Em 2010, a população era de 35 007 habitantes. Segundo o censo de 2010, 16 898 habitantes eram homens e 18 109 habitantes mulheres. Ainda segundo o mesmo censo, 34 498 habitantes viviam na zona urbana e 509 na zona rural. Da população total em 2010, 7 229 habitantes (20,65%) tinham menos de 15 anos de idade, 24 897 habitantes (71,12%) tinham de 15 a 64 anos e 2 881 pessoas (8,23%) possuíam mais de 65 anos, sendo que a esperança de vida ao nascer era de 74,7 anos e a taxa de fecundidade total por mulher era de 1,5.
O Índice de Desenvolvimento Humano Municipal (IDH-M) de Aparecida é considerado alto pelo Programa das Nações Unidas para o Desenvolvimento (PNUD), sendo que seu valor é de 0,755 (o 453º maior do Brasil). A cidade possui a maioria dos indicadores próximos ou acima da média nacional segundo o PNUD. Considerando-se apenas o índice de educação o valor é de 0,706, o valor do índice de longevidade é de 0,828 e o de renda é de 0,735. De 2000 a 2010, a proporção de pessoas com renda domiciliar per capita de até meio salário mínimo reduziu em 52,1% e em 2010, 94,4% da população vivia acima da linha de pobreza, 4,2% encontrava-se na linha da pobreza e 1,5% estava abaixo e o coeficiente de Gini, que mede a desigualdade social, era de 0,486, sendo que 1,00 é o pior número e 0,00 é o melhor. A participação dos 20% da população mais rica da cidade no rendimento total municipal era de 52,2%, ou seja, 10,7 vezes superior à dos 20% mais pobres, que era de 4,9%.

### Religiões

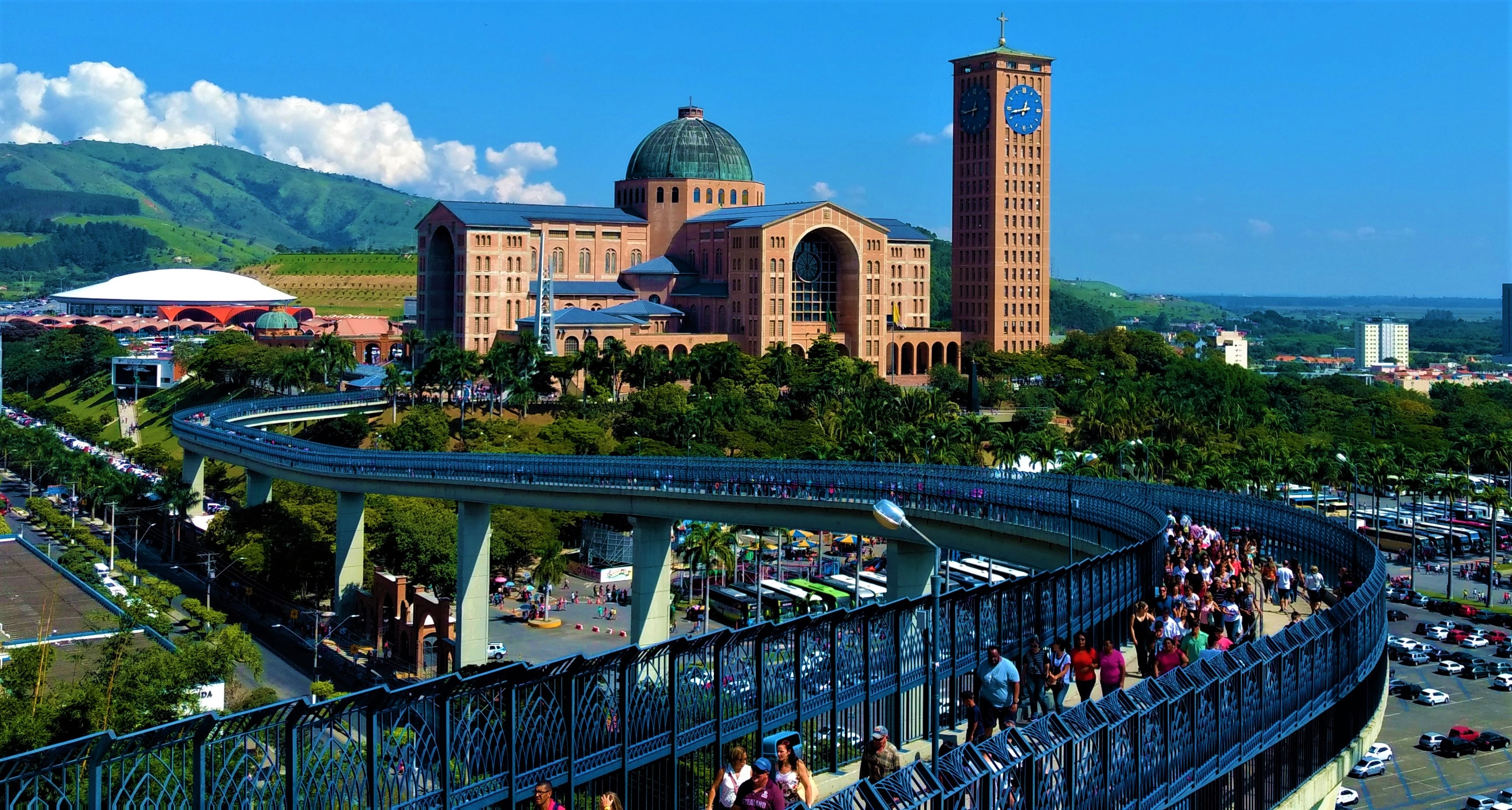
Vista da Catedral Basílica de Nossa Senhora Aparecida e a Passarela da Fé

De acordo com dados do censo de 2010 realizado pelo IBGE, a população de Aparecida está composta por: 29 876 católicos (85,34%), 4 114 evangélicos (11,75%), 30 Testemunhas de Jeová (0,09%), 158 espíritas (0,45%), 636 pessoas sem religião (1,82%) e os 0,55% restantes estavam distribuídos entre outros credos religiosos.
A cidade se desenvolveu em uma matriz eminentemente católica, herdada da fé consolidada ao redor do encontro da imagem de Nossa Senhora da Conceição Aparecida, consolidada pela construção do Santuário Nacional. Possui o título de "Capital Mariana do Brasil" e recebe anualmente milhões de visitantes, constituindo-se no maior centro de peregrinação religiosa da América Latina. Circunscricionalmente, Aparecida pertence à Arquidiocese de Aparecida, cuja sé episcopal está localizada na Basílica, sendo que três paróquias estão sediadas no município: Nossa Senhora da Conceição Aparecida, Santo Afonso Maria de Ligório e São Roque.

### Composição étnica
Em 2010, a população aparecidense era composta por 24 419 brancos (69,75%), 1 609 negros (4,60%), 135 amarelos (0,39%), 8 828 pardos (25,22%) e 16 indígenas (0,05%). Considerando-se a região de nascimento, 33 806 eram nascidos no Sudeste (96,57%), 639 no Nordeste (1,83%), 86 no Centro-Oeste (0,24%), 12 no Norte (0,04%) e 269 no Sul (0,77%). 29 962 habitantes eram naturais do estado de São Paulo (85,59%) e, desse total, 21 688 eram nascidos em Aparecida (61,95%). Entre os 5 045 naturais de outras unidades da federação, Minas Gerais era o estado com maior presença, com 3 330 pessoas (9,51%), seguido pelo Rio de Janeiro, com 463 residentes (1,32%), e pela Bahia, com 203 habitantes residentes no município (0,58%).

## Política e administração

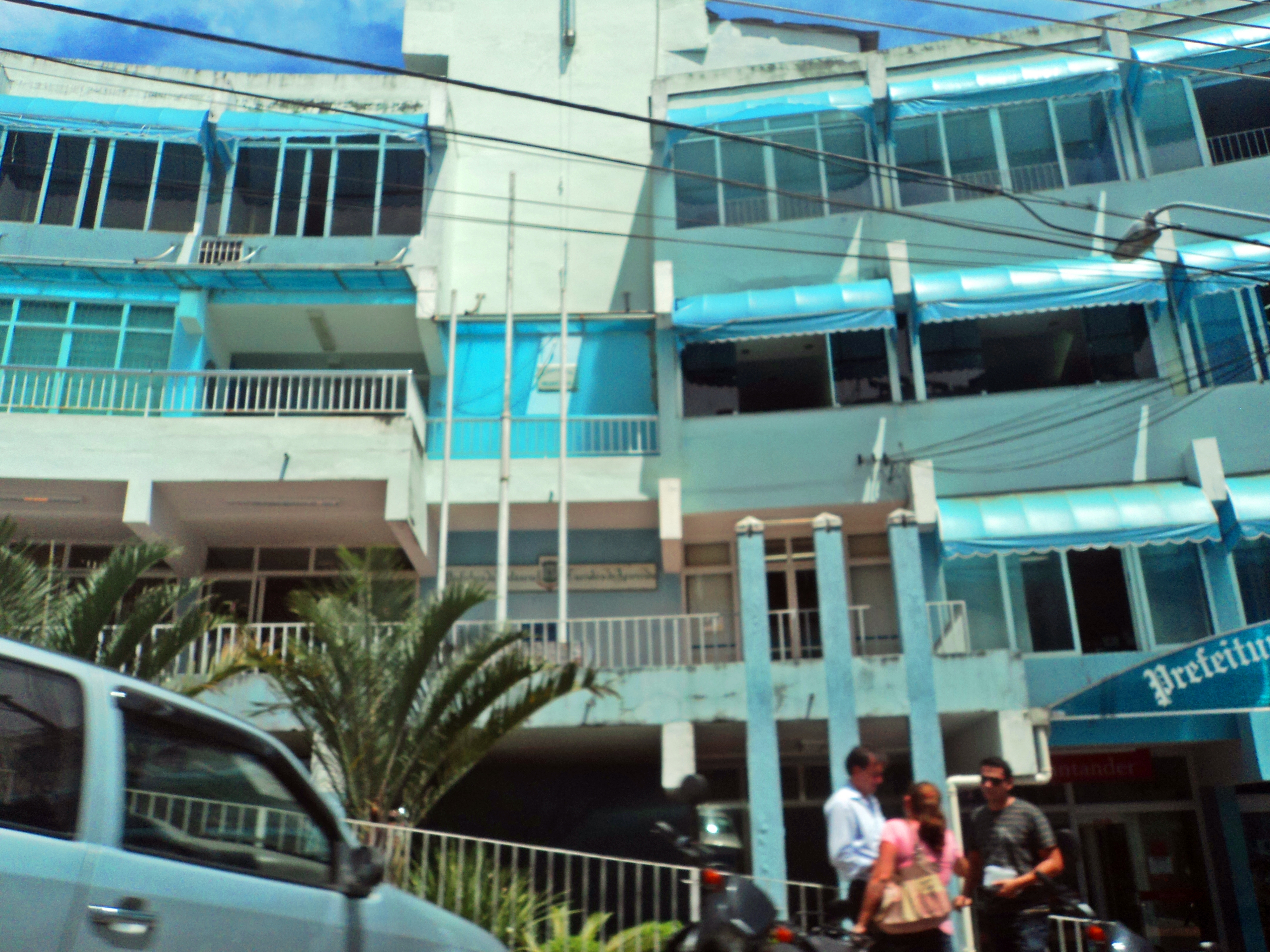
Sede da prefeitura de Aparecida

A administração municipal se dá pelos Poderes Executivo e Legislativo. O Executivo é exercido pelo prefeito, auxiliado pelo seu gabinete de secretários. O candidato que venceu as eleições municipais de 2016 foi Ernaldo Cesar Marcondes, do Movimento Democrático Brasileiro (MDB), eleito com 33,53% dos votos válidos e empossado em 1 de janeiro de 2017, ao lado de Dina Maria Pereira de Moraes Moreira da Silva (PDT) como vice-prefeita. No entanto, Dina Maria assumiu a chefia após o afastamento do titular em junho de 2019. O Poder Legislativo, por sua vez, é constituído pela câmara municipal, composta por nove vereadores. Cabe à casa elaborar e votar leis fundamentais à administração e ao Executivo, especialmente o orçamento participativo (Lei de Diretrizes Orçamentárias).
Em complementação ao processo Legislativo e ao trabalho das secretarias, existem também conselhos municipais em atividade, entre os quais dos direitos da criança e do adolescente, criado em 1995, tutelar (1991) e de políticas para mulheres (2009). Aparecida se rege por sua lei orgânica, que foi promulgada em 5 de abril de 1990, e abriga uma comarca do Poder Judiciário estadual, de primeira entrância, tendo como termo o município de Potim. O município possuía, em março de 2017, 29 376 eleitores, de acordo com o Tribunal Superior Eleitoral (TSE), o que representa 0,089% do eleitorado paulista.

## Economia

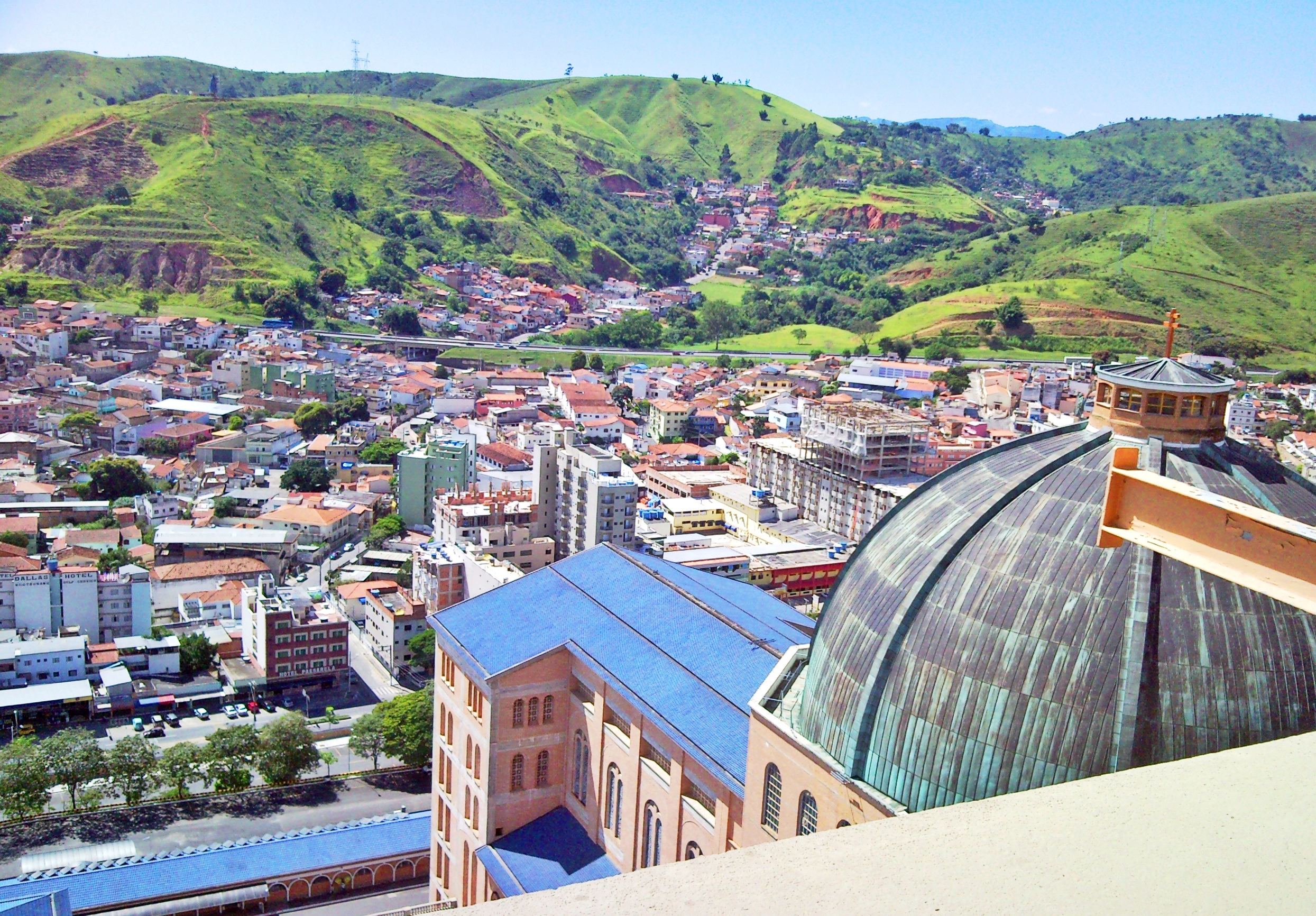
Vista do centro da cidade

No Produto Interno Bruto (PIB) de Aparecida, destaca-se a área de prestação de serviços. De acordo com dados do IBGE, relativos a 2011, o PIB do município era de R$ 484 744 mil. 36 876 mil eram de impostos sobre produtos líquidos de subsídios a preços correntes e o PIB per capita era de R$ 13 843,89. Em 2010, 69,82% da população maior de 18 anos era economicamente ativa, enquanto que a taxa de desocupação era de 4,79%.
Em 2012, salários juntamente com outras remunerações somavam 165 586 mil reais e o salário médio mensal de todo município era de 2,1 salários mínimos. Havia 2 325 unidades locais e 2 257 empresas atuantes. Segundo o IBGE, 51,35% das residências sobreviviam com menos de salário mínimo mensal por morador (5 311 domicílios), 38,10% sobreviviam com entre um e três salários mínimos para cada pessoa (3 941 domicílios), 5,81% recebiam entre três e cinco salários (601 domicílios), 2,74% tinham rendimento mensal acima de cinco salários mínimos (283 domicílios) e 1,95% não tinham rendimento (202 domicílios).
Em 2011, a pecuária e a agricultura acrescentavam 670 mil reais na economia de Aparecida, enquanto que em 2010, 0,86% da população economicamente ativa do município estava ocupada no setor. Segundo o IBGE, em 2012 o município possuía um rebanho de 12 asininos, 5 329 bovinos, 180 bubalinos, 20 caprinos, 29 equinos, quatro muares, 599 suínos e 641 aves, entre estas 410 galinhas e 231 galos, frangos e pintinhos. Neste mesmo ano, a cidade produziu 827 mil litros de leite de 540 vacas e 4 mil dúzias de ovos de galinha. Na lavoura temporária, ressalta-se a produção de arroz, com 960 hectares colhidos e 2 964 toneladas produzidas.
A indústria, por sua vez, configurava-se como o segundo setor mais relevante para a economia do município. 65 641 reais do PIB municipal eram do valor adicionado bruto do setor secundário. A cidade possui cerca de 50 estabelecimentos industriais, muitos dos quais voltados a atender o comércio religioso e, em geral, estruturados em torno do turismo. Em 2012, de acordo com o IBGE, também foram extraídos 79 metros cúbicos de madeira em tora, e segundo estatísticas do ano de 2010, 0,62% dos trabalhadores do município estavam ocupados no setor industrial extrativo e 6,90% na indústria de transformação.

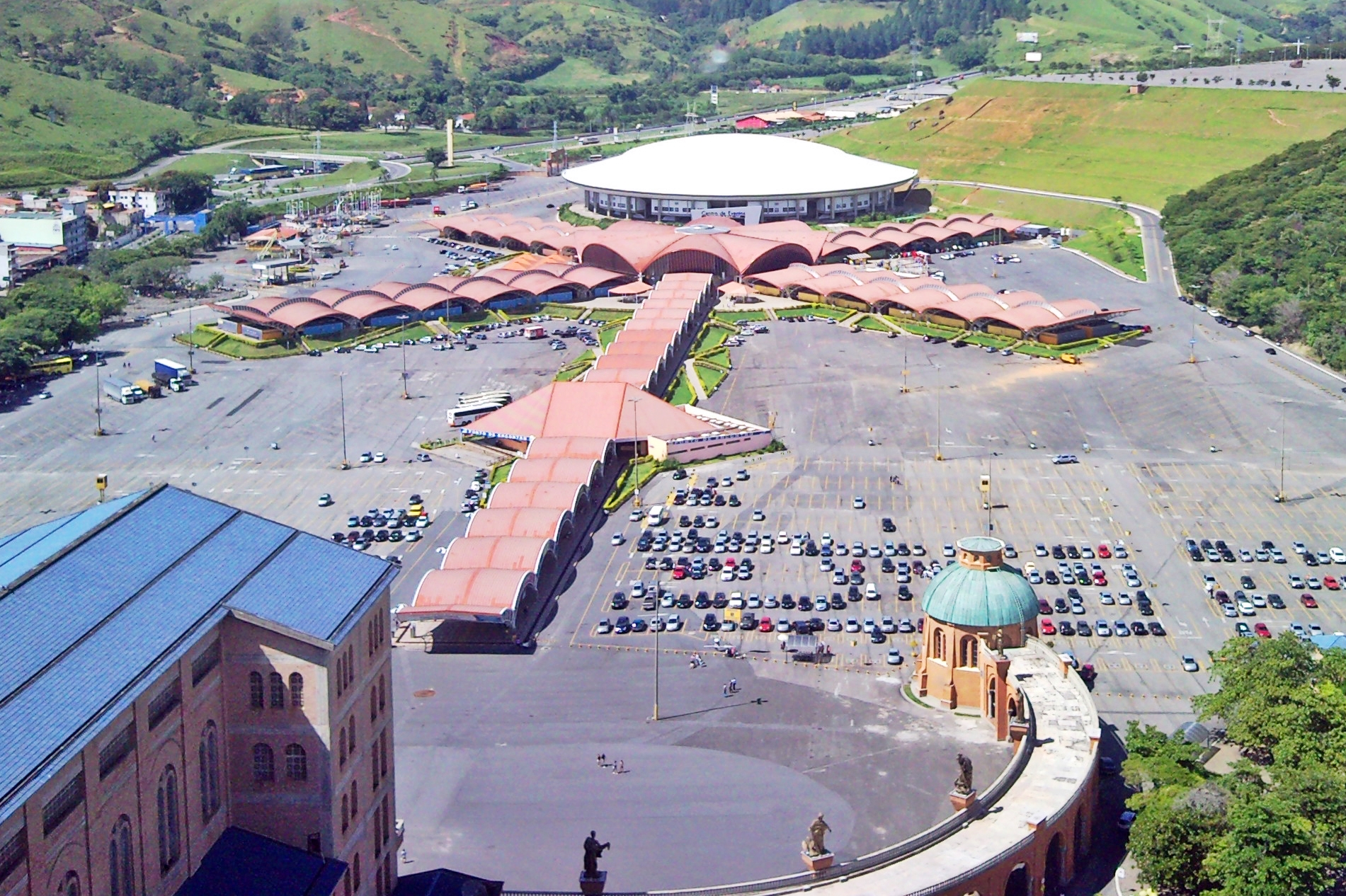
Centro de Eventos Padre Vítor Coelho de Almeida

Também em 2010, 5,82% da população ocupada estava empregada no setor de construção, 0,96% nos setores de utilidade pública, 28,41% no comércio e 47,36% no setor de serviços e em 2011, 381 558 mil reais do PIB municipal eram do valor adicionado bruto do setor terciário. O comércio e o setor hoteleiro, associados ao turismo religioso gerido ao redor da Basílica de Nossa Senhora Aparecida, representam as principais fontes de renda de Aparecida.
O município conta com milhares de leitos, além de centenas de estabelecimentos especializados em alimentação e lojas de artigos importados, religiosos, artesanais e de confecções e mais de 2 mil bancas de comércio ambulante. O Santuário Nacional empregava, em 2013, um total de 1 570 funcionários e aproximadamente 800 voluntários, acolhendo uma média anual de cerca de 11 milhões de visitantes. Em feriados religiosos, como na Semana Santa, a população municipal de cerca de 36 mil habitantes supera a marca de 140 mil.

### Turismo

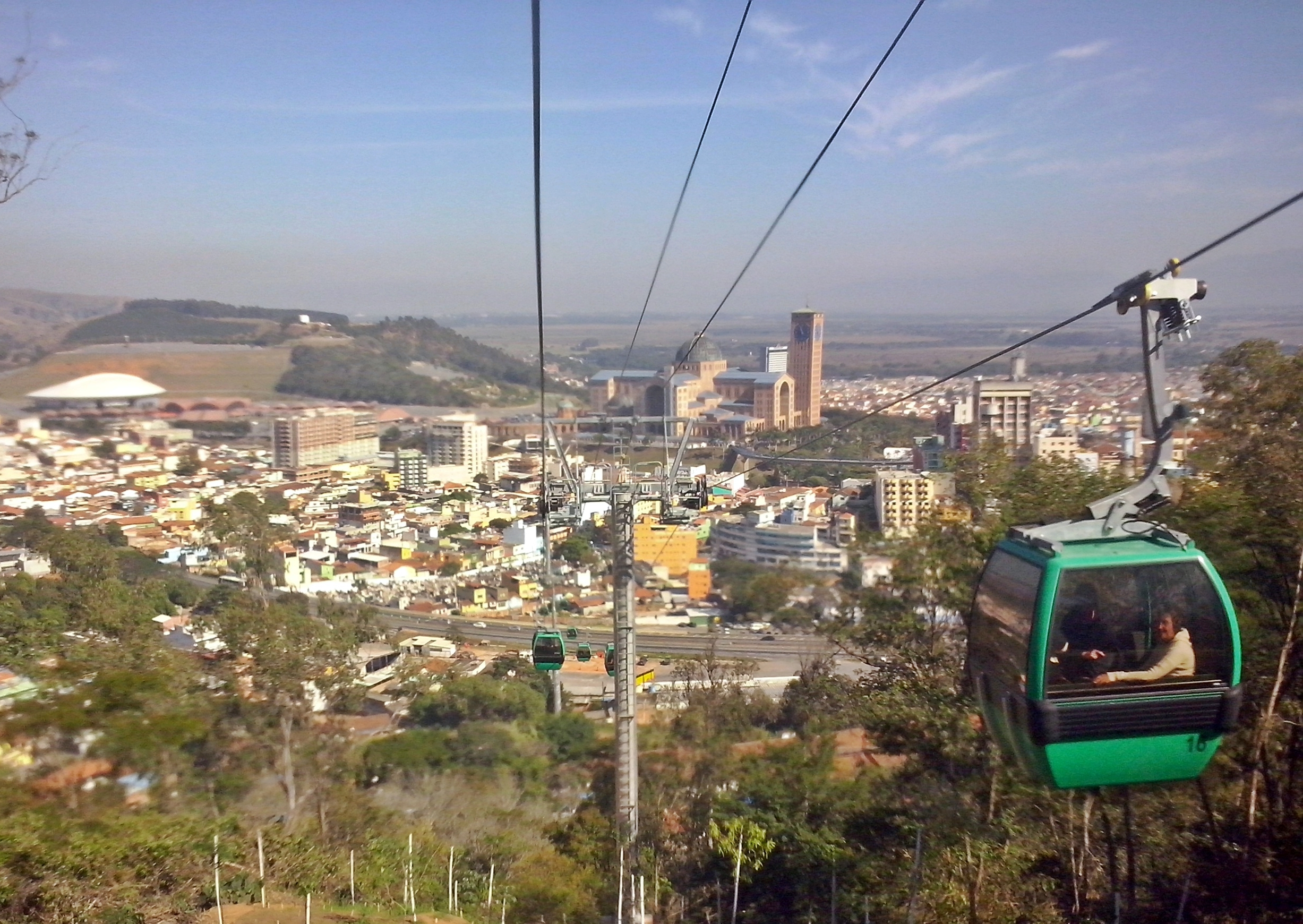
Bondinho de Aparecida, inaugurado em 25 de junho de 2014, com a Basílica e a cidade ao fundo

Aparecida é um dos municípios paulistas considerados "estâncias turísticas" pelo estado de São Paulo, por cumprirem determinados pré-requisitos definidos por Lei Estadual, garantindo uma verba maior por parte do estado para a promoção do turismo regional. Também, o município adquire o direito de agregar junto a seu nome o título de "Estância Turística", termo pelo qual passou a ser designado tanto pelo expediente municipal oficial quanto pelas referências estaduais. Tal status se deve à importância cultural e histórica herdada do encontro da imagem de Nossa Senhora da Conceição Aparecida, consolidada pela construção da Basílica de Nossa Senhora Aparecida, erguida em estilo neoclássico.
O complexo do Santuário Nacional abrange a Passarela da Fé, que tem 389 metros de comprimento e 35 metros de altura, liga a Basílica Velha ao novo templo e foi inaugurada em 1972; o aquário, com espécies tanto de água doce quanto salgada; o Centro de Apoio ao Romeiro, que é constituído por uma praça de alimentação e cerca de 380 lojas e está situado no estacionamento da basílica; e o bondinho da cidade, que liga a Basílica, na chamada Estação Santuário, ao alto do Morro do Cruzeiro, com uma extensão de aproximadamente 1 170 metros sobre a cidade e a Rodovia Presidente Dutra e um desnível de 115 metros, tendo sido inaugurado em 25 de junho de 2014. O Morro do Cruzeiro é equipado com um mirante de 30 metros de altura em seu topo, também inaugurado em 2014, sendo marcado por esculturas que representam as estações da Via Sacra.

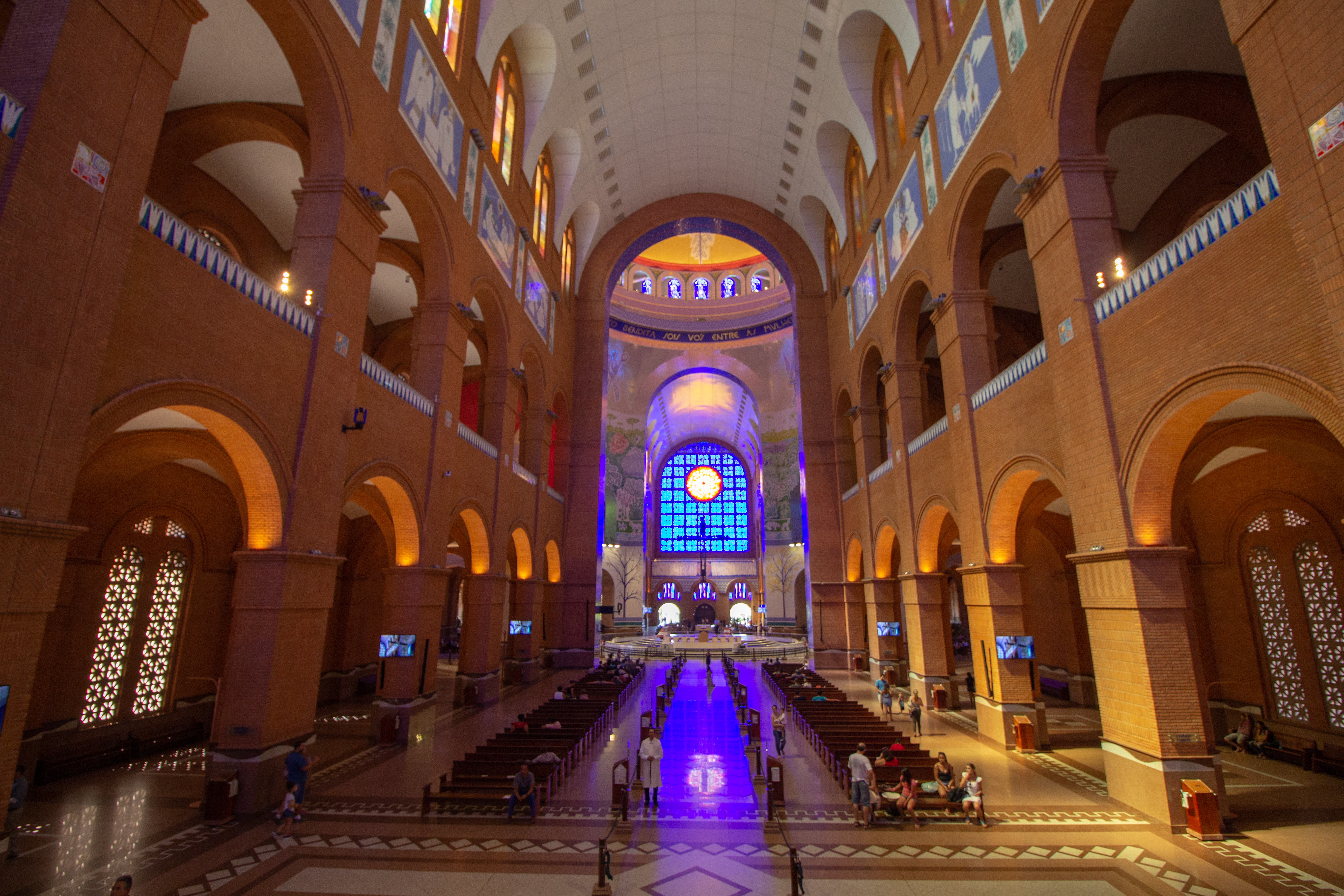
Interior da Basílica de Nossa Senhora Aparecida

Além do Santuário Nacional, o complexo turístico do município abriga ainda marcos como o Porto Itaguaçu, que foi estruturado em 1997 e marca o trecho do Rio Paraíba do Sul onde a imagem de Nossa Senhora da Conceição Aparecida foi encontrada; a Basílica Velha, com sua arquitetura barroca, que foi inaugurada em 1888 em substituição à primeira capela que abrigou a representação (esta construída em 1734); o Seminário Missionário Bom Jesus, construído no final do século XIX como um grande centro de formação religiosa, tendo abrigado os papas João Paulo II e Bento XVI durante suas estadias em Aparecida; e a Igreja São Benedito, inaugurada em 1918. O Mirante da Santa, situado no alto do morro da Rua Antônio Bittencourt da Costa, tem 17,6 metros de altura e é o maior monumento dedicado à Nossa Senhora Aparecida em todo o mundo.

## Infraestrutura

### Habitação e criminalidade

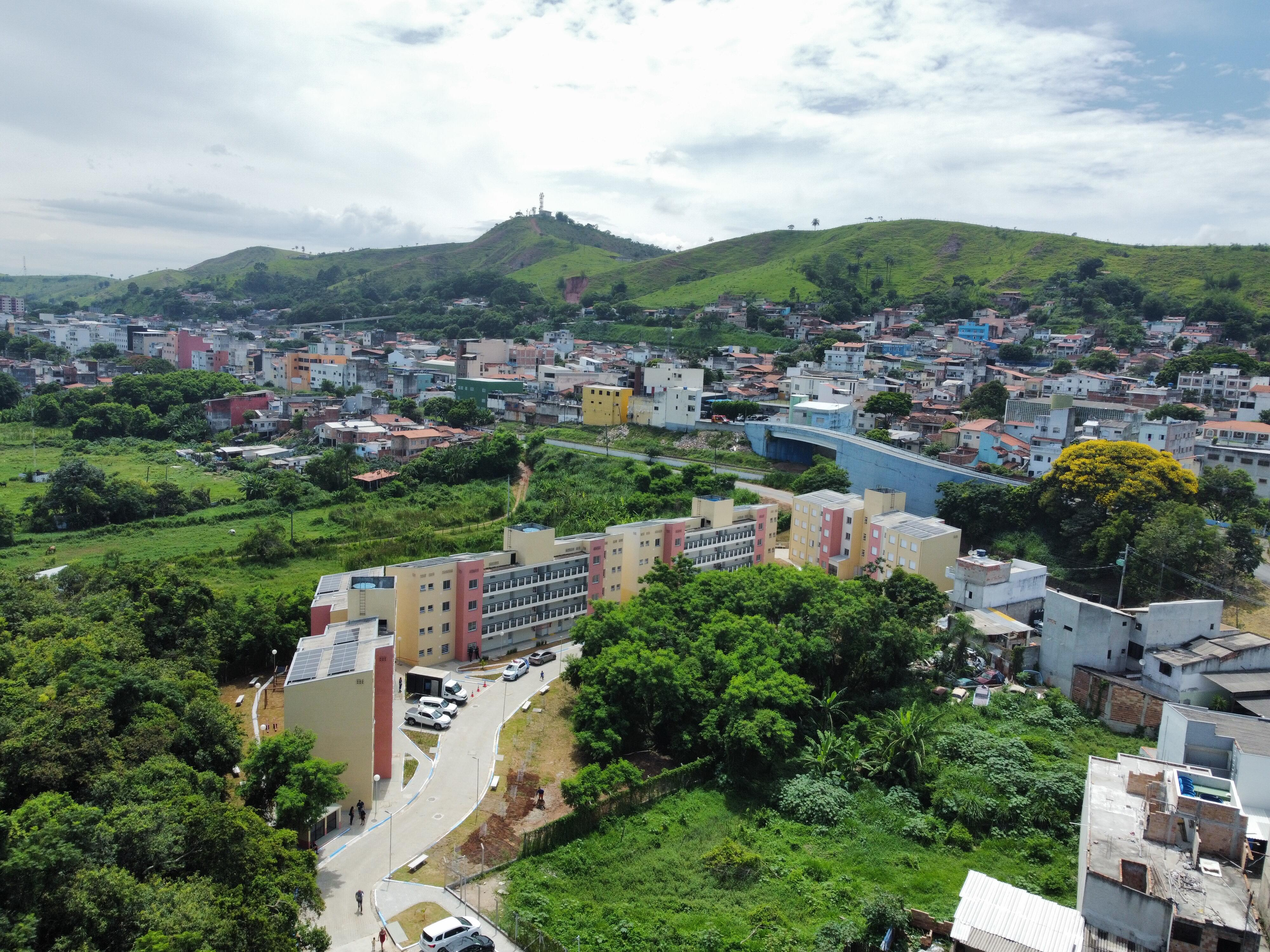
Moradias CDHU no município

No ano de 2010, a cidade tinha 10 343 domicílios particulares permanentes. Desse total, 9 265 eram casas, 836 eram apartamentos, 217 eram casas de vila ou em condomínios e 25 eram habitações em casa de cômodos ou cortiços. Do total de domicílios, 6 626 são imóveis próprios (6 312 já quitados e 314 em aquisição), 2 857 foram alugados, 842 foram cedidos (117 cedidos por empregador e 665 cedidos de outra forma) e 18 foram ocupados sob outra condição. Parte dessas residências conta com água tratada, energia elétrica, esgoto, limpeza urbana, telefonia fixa e telefonia celular. 10 154 domicílios eram atendidos pela rede geral de abastecimento de água (98,17% do total) e em 140 residências (1,35% delas) a água consumida era extraída de poços ou nascentes.
Também em 2010, 10 278 domicílios (99,37% do total) possuíam banheiros para uso exclusivo das residências; 10 151 (98,14% deles) eram atendidos por algum tipo de serviço de coleta de lixo; e 10 312 (99,70%) possuíam abastecimento de energia elétrica. A criminalidade também ainda é um problema presente em Aparecida. Em 2012, foi registrada uma taxa de 37,1 homicídios para cada 100 mil habitantes, sendo o oitavo maior índice do estado de São Paulo e o 511º maior do Brasil. O índice de acidentes de trânsito neste mesmo ano foi de 25,7 ocorrências para cada 100 mil residentes, ocupando a 67ª colocação a nível estadual e a 666ª a nível nacional. Em relação à ocorrência de suicídios, a taxa foi de 2,9 ocorrências a cada 100 mil habitantes, sendo a 181ª maior taxa a nível estadual e a 1117ª a nível nacional.

### Saúde e educação
Em 2009, o município possuía 14 estabelecimentos de saúde entre hospitais, pronto-socorros, postos de saúde e serviços odontológicos, sendo onze públicos municipais e três particulares e 12 deles integrantes do Sistema Único de Saúde (SUS), com um total de 84 leitos para internação (todos privados). A Santa Casa de Aparecida é a principal unidade de saúde da cidade. Em 2012, 99,7% das crianças menores de 1 ano de idade estavam com a carteira de vacinação em dia. Em 2011, foram registrados 481 nascidos vivos, sendo que o índice de mortalidade infantil neste ano foi de 16,6 óbitos de crianças menores de cinco anos de idade a cada mil nascidos vivos. Em 2010, 2,83% das mulheres de 10 a 17 anos tiveram filhos (todas acima dos 14 anos), sendo a taxa de atividade em meninas entre 10 e 14 anos de 13,24%. Do total de crianças menores de dois anos pesadas pelo Programa Saúde da Família em 2013, nenhuma apresentava desnutrição.
Na área da educação, o Índice de Desenvolvimento da Educação Básica (IDEB) médio entre as escolas públicas de Aparecida era, no ano de 2011, de 5,3 (numa escala de avaliação que vai de nota 1 à 10), sendo que a nota obtida por alunos do 5º ano (antiga 4ª série) foi de 5,5 e do 9º ano (antiga 8ª série) foi de 5,0; o valor das escolas públicas de todo o Brasil era de 4,0. Em 2010, 1,55% das crianças com faixa etária entre seis e quatorze anos não estavam cursando o ensino fundamental. A taxa de conclusão, entre jovens de 15 a 17 anos, era de 55,9% e o percentual de alfabetização de jovens e adolescentes entre 15 e 24 anos era de 99,0%. Em 2013, a distorção idade-série entre alunos do ensino fundamental, ou seja, com com idade superior à recomendada, era de 7,5% para os anos iniciais e 17,5% nos anos finais e, no ensino médio, a defasagem chegava a 21,9%. Em 2010, dentre os habitantes de 18 anos ou mais, 63,50% tinham completado o ensino fundamental e 43,85% o ensino médio, sendo que a população tinha em média 10,50 anos esperados de estudo.
Em 2010, de acordo com dados da amostra do censo demográfico, da população total, 10 491 habitantes frequentavam creches e/ou escolas. Desse total, 545 frequentavam creches, 772 estavam no ensino pré-escolar, 364 na classe de alfabetização, 214 na alfabetização de jovens e adultos, 4 689 no ensino fundamental, 1 815 no ensino médio, 569 na educação de jovens e adultos do ensino fundamental, 523 na educação de jovens e adultos do ensino médio, 167 na especialização de nível superior, 804 no nível superior de graduação, 19 em mestrado e onze em doutorado. 24 516 pessoas não frequentavam unidades escolares, sendo que 2 001 nunca haviam frequentado e 22 515 haviam frequentado alguma vez. O município contava, em 2012, com 7 596 matrículas nas instituições de educação infantil e ensinos fundamental e médio da cidade e dentre as 19 escolas que ofereciam ensino fundamental, 14 pertenciam à rede pública municipal, duas à rede estadual e três às redes particulares. Dentre as cinco instituições que forneciam o ensino médio, quatro pertenciam à rede pública estadual e uma à rede privada.
| Ensino pré-escolar | 950   | 39  | 14 |
| Ensino fundamental | 5 057 | 290 | 19 |
| Ensino médio       | 1 589 | 97  | 5  |

### Comunicação e serviços básicos

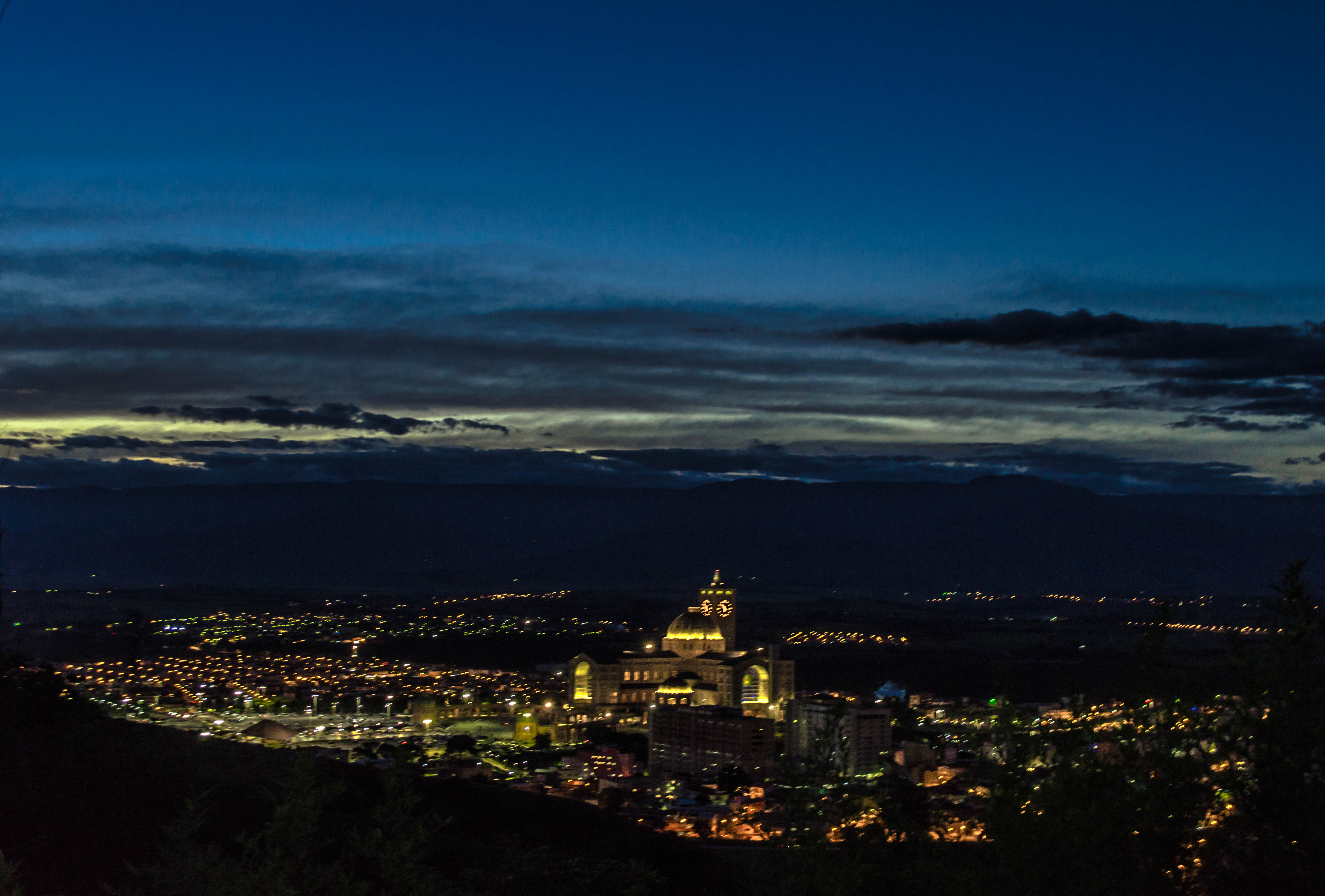
Vista parcial noturna da cidade, cujo abastecimento de energia elétrica é de responsabilidade da EDP São Paulo.

O sistema de telefones automáticos foi inaugurado na cidade em 1968. Já o sistema de discagem direta à distância (DDD) foi implantado em 1979 pela Telecomunicações de São Paulo (TELESP), com o código de área (0125). Anteriormente a cidade era atendida pela Companhia de Telecomunicações do Estado de São Paulo (COTESP). Na década de 90 o código DDD da cidade foi alterado para (012), para padronização do sistema telefônico com a telefonia celular que estava sendo implantada em todo o estado. No dia 2 de dezembro de 2008, o município passou a ser servido pela portabilidade, juntamente com outros municípios com o mesmo DDD. A portabilidade é um serviço que possibilita a troca da operadora sem a necessidade de se trocar o número do aparelho. O Código de Endereçamento Postal (CEP) vai de 12570-000 a 12579-999.
A TV Aparecida, sediada na cidade, é administrada pelo Santuário Nacional através da Rede Aparecida de Comunicação, bem como a Rádio Aparecida e a Pop FM. Também cabe ser ressaltada a Rádio Monumental, pertencente à igreja do Evangelho Vida Abundante. Dentre os periódicos locais, destacam-se o "Dinoite", "O Aparecida", "O Santuário" e "Tranca e Gamela".
A responsável pelo serviço de abastecimento de energia elétrica é a EDP São Paulo, bem como em boa parte do Vale do Paraíba. A autarquia fez de Aparecia o primeiro município do Brasil a utilizar equipamentos digitais que possibilitam o monitoramento do fornecimento e a detecção de falhas antes que elas provoquem blecautes. Os serviços de abastecimento de água e coleta de esgoto da cidade são feitos pelo Serviço Autônomo de Água, Esgotos e Resíduos Sólidos de Aparecida (SAAE), sendo que em 2008 havia 4 783 unidades consumidoras e eram distribuídos em média 1 668 m³ de água tratada por dia. A água que abastece o município é extraída do Rio Paraíba do Sul.

### Transportes

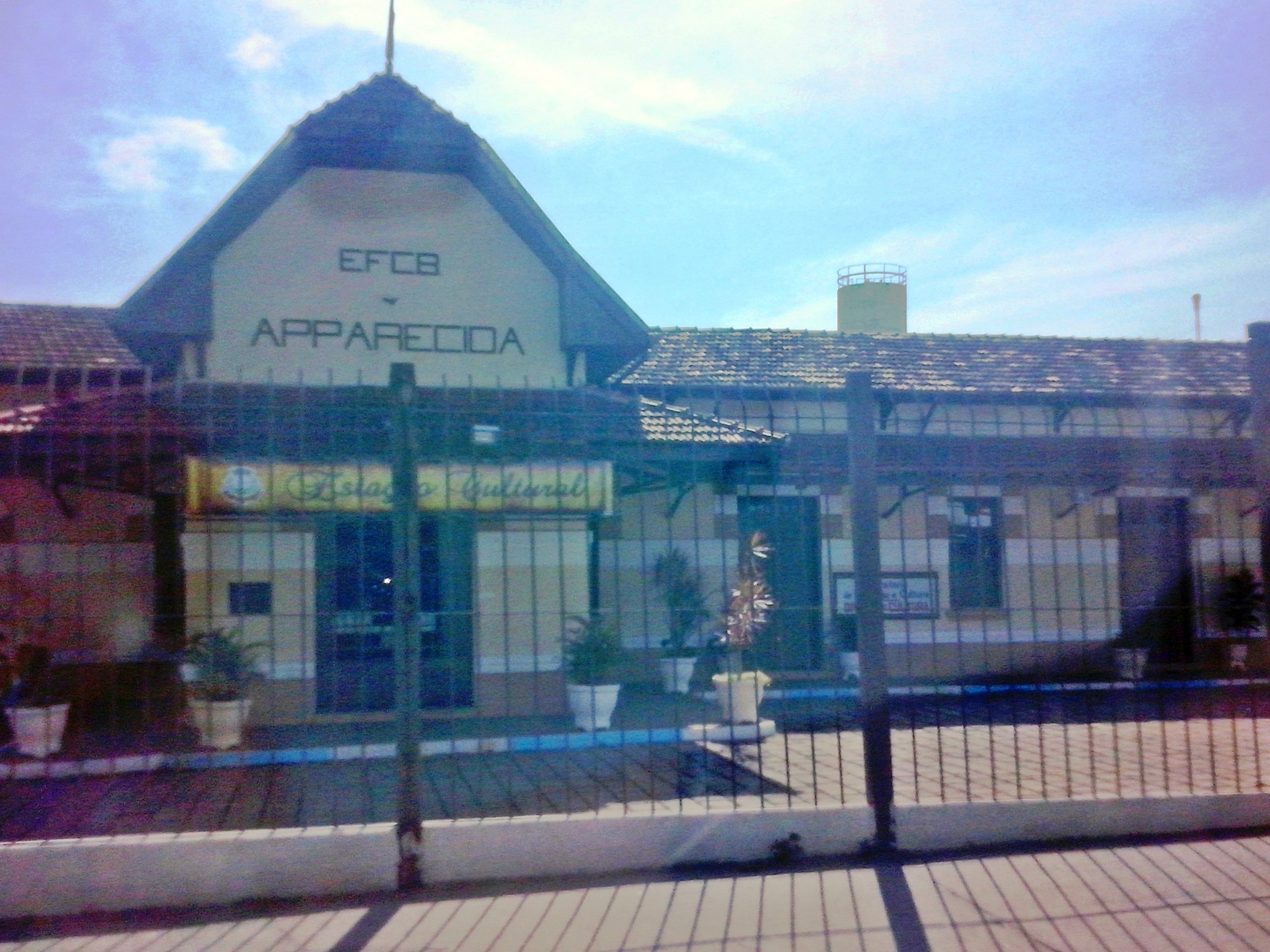
Estação Cultural de Aparecida, antiga estação ferroviária da cidade, pertencente à EFCB. A via férrea ainda está ativa e corta a cidade, mas não há transporte de passageiros.

A frota municipal no ano de 2013 era de 19 048 veículos, sendo 10 823 automóveis, 841 caminhões, 61 caminhões-trator, 1 338 caminhonetes, 956 caminhonetas, 77 micro-ônibus, 3 575 motocicletas, 374 motonetas, 543 ônibus, 115 utilitários, três tratores de rodas e 342 classificados como outros tipos de veículo. Aparecida foi servida com transporte ferroviário de passageiros através da Estrada de Ferro Central do Brasil (EFCB), que atravessa o perímetro urbano. A estação ferroviária entrou em funcionamento em 1877 e esteve ativa até 1998, quando a condução de pessoas pela ferrovia foi encerrada. A via férrea ainda está ativa, sem transporte de passageiros, e a antiga estação foi transformada em centro cultural.
Aparecida é cortada pela Rodovia Presidente Dutra (trecho da BR-116), que a liga diretamente às cidades de São Paulo e Rio de Janeiro e até às regiões Sul e Nordeste do Brasil, e pela Rodovia João Afonso de Souza Castellano (SP-66), que liga a cidade de São Paulo a São José dos Campos. Há um terminal rodoviário, atendido principalmente pelas empresas Itapemirim, Cometa e Pássaro Marron, no entanto a maior parte dos turistas que frequentam Aparecida (68,86% do total) se desloca à cidade por meio de ônibus de excursões; seguida pelos carros de passeio (21,91%) e então pelos ônibus rodoviários (6,46%). No Rio Paraíba do Sul, o transporte hidroviário é possibilitado para navegação de embarcações de pequeno porte.

## Cultura e lazer

### Instituições culturais

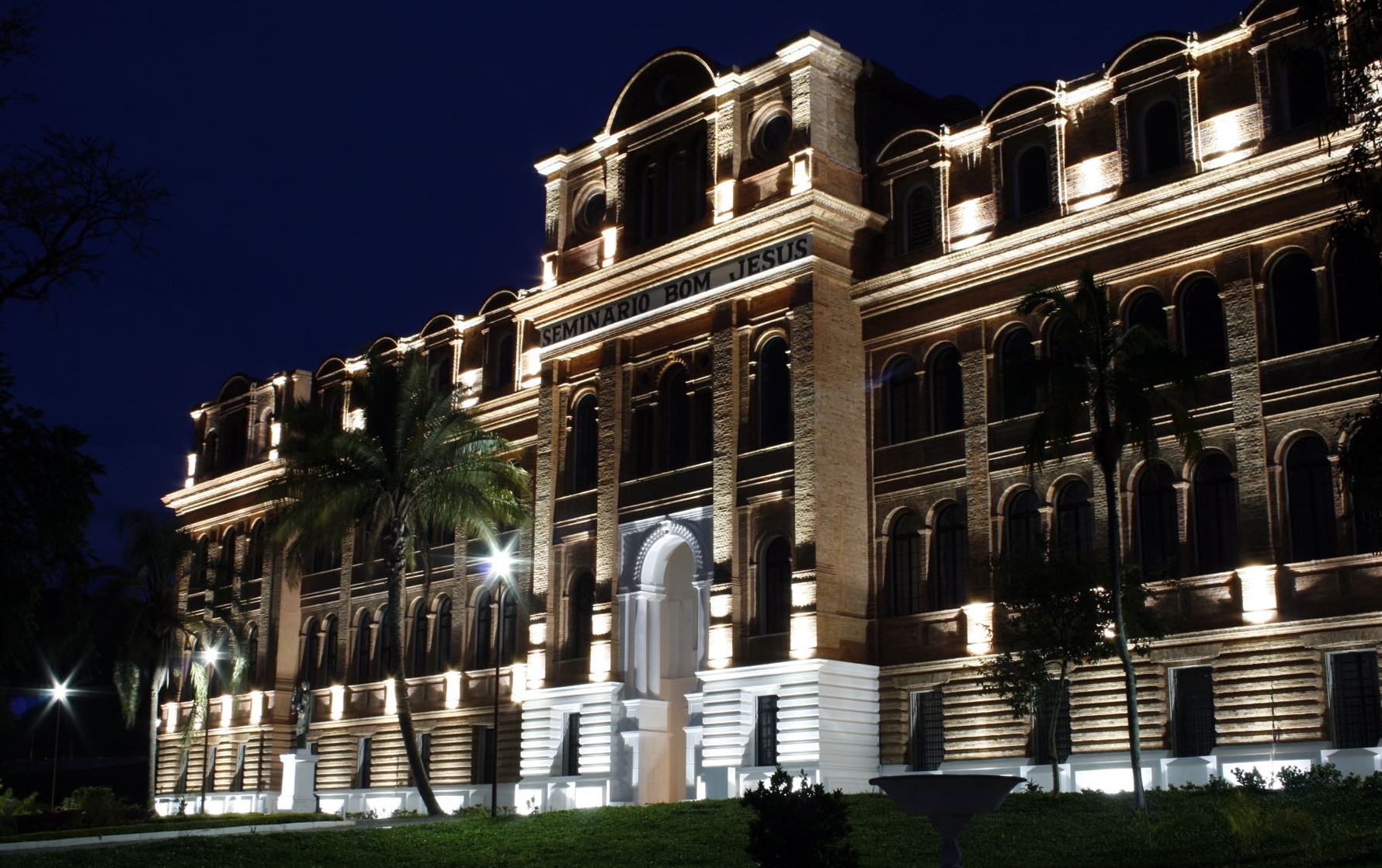
Fachada noturna do Seminário Missionário Bom Jesus

Aparecida conta com legislações municipais de proteção ao patrimônio cultural material, ministradas por um setor subordinado a outra secretaria atuando como órgão gestor da cultura no município. Dentre os espaços culturais, destaca-se a existência de uma biblioteca mantida pelo poder público municipal, museus, teatros, salas de espetáculos, clubes, associações recreativas e estádios ou ginásios poliesportivos, segundo o IBGE em 2005 e 2012. O Museu Nossa Senhora Aparecida, inaugurado em 8 de setembro de 1956, reúne objetos históricos da região, com destaque para as peças arqueológicas e instrumentos sacros, e funciona em anexo à Basílica. O prédio da antiga estação ferroviária abriga um centro cultural que ocasionalmente organiza apresentações e mostras.

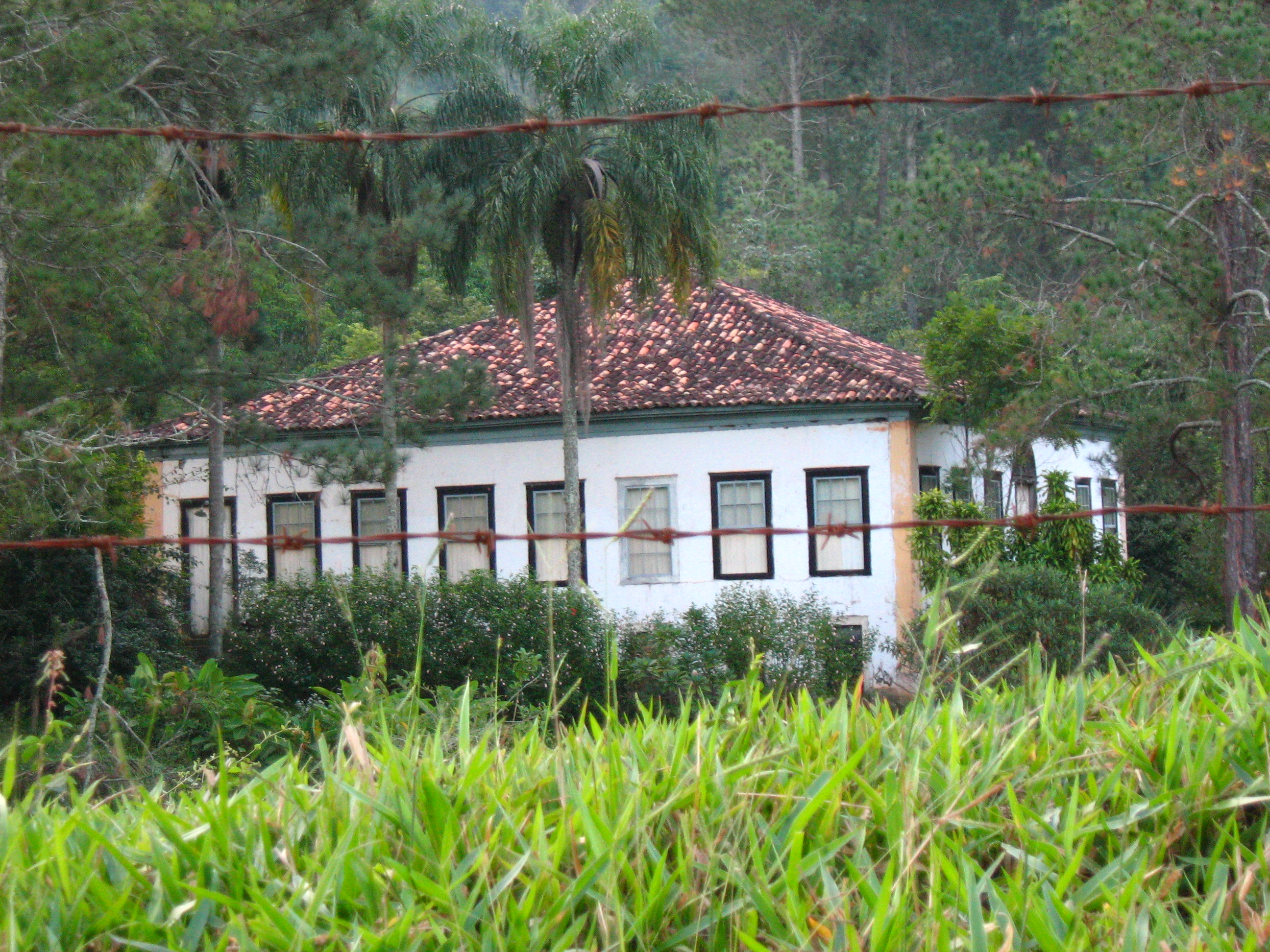
Fazenda histórica da cidade

Há existência de equipes artísticas de manifestações tradicionais populares, grupos musicais, orquestras, bandas, associação literária, grupos de capoeira, grupos de artes plásticas e visuais e blocos carnavalescos, de acordo com o IBGE em 2012. O artesanato também é uma das formas mais espontâneas da expressão cultural aparecidense, sendo que, segundo o IBGE, as principais atividades artesanais desenvolvidas são o bordado e trabalhos com madeira e materiais recicláveis. A produção artesanal do município visa, em grande parte, a atender à demanda gerada pelo fluxo turístico.

### Festivais e feriados

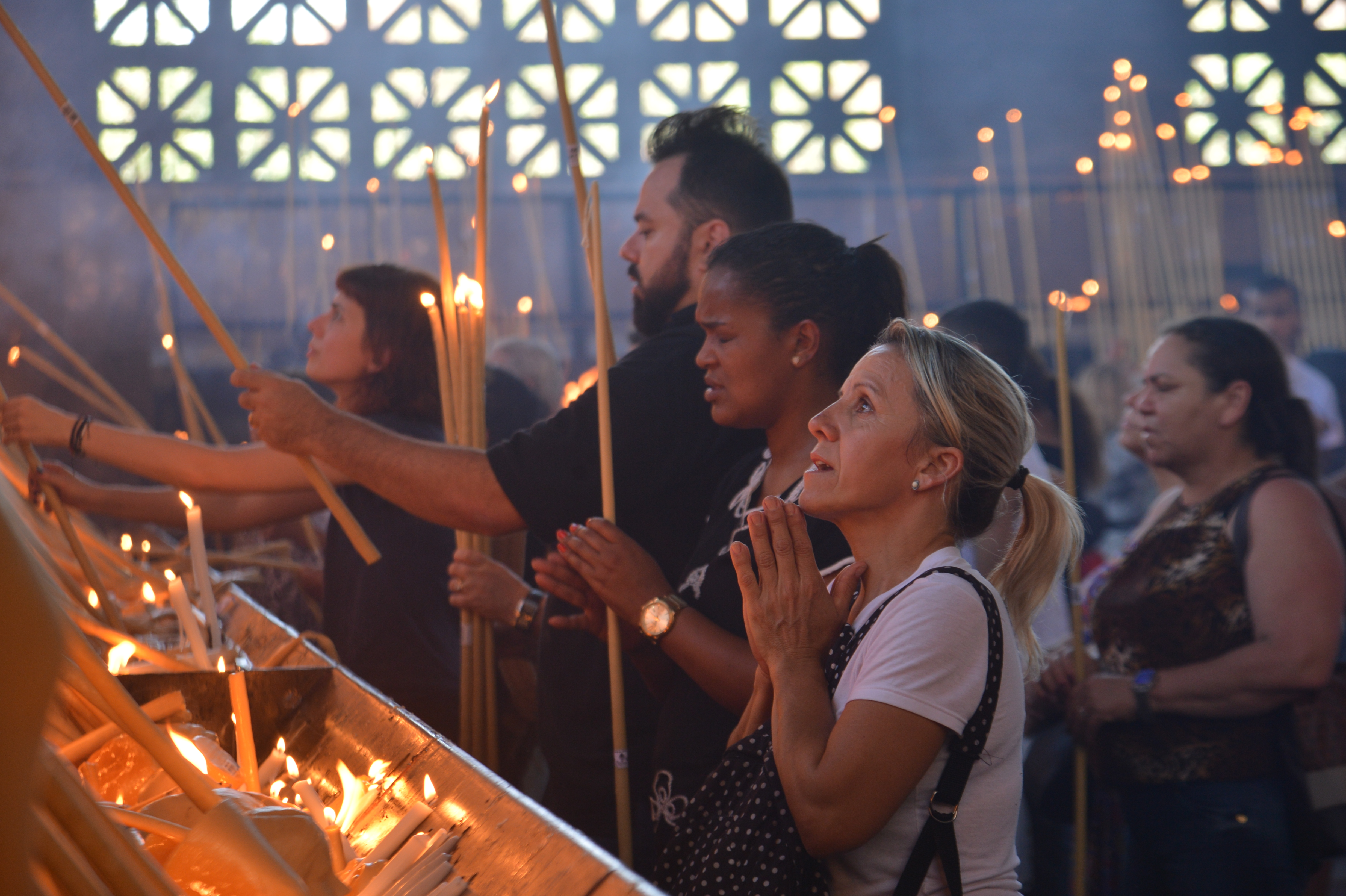
Fiéis celebram o dia de Nossa Senhora da Conceição Aparecida

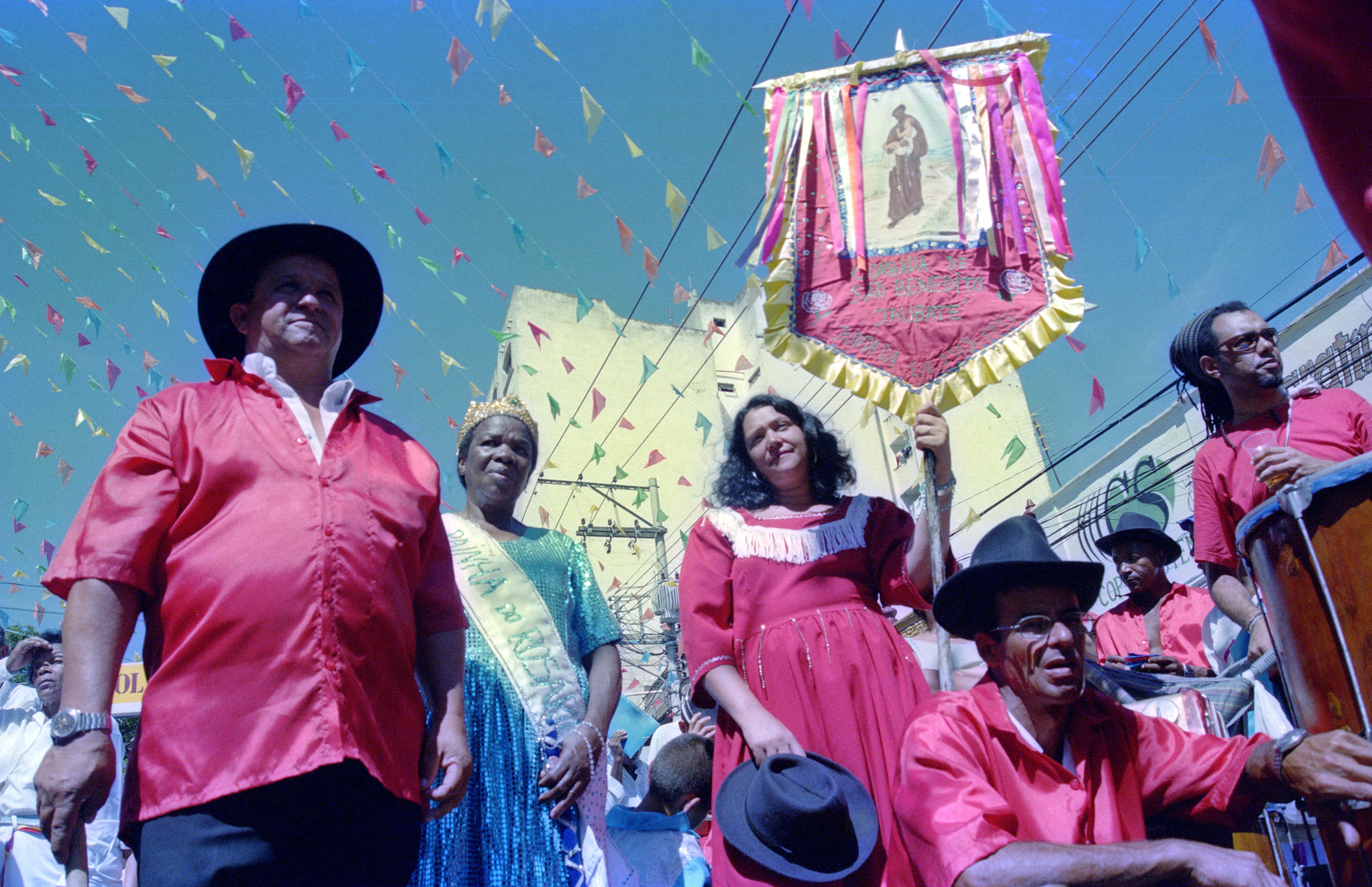
Festa de São Benedito

A população municipal de cerca de 36 mil habitantes pode superar a marca de 140 mil em períodos festivos e com a ocorrência de festas religiosas. Dentre os eventos realizados na cidade, integrados ou não com as atividades do Santuário, cabem ser ressaltados o Encontro de Reis, em janeiro; o Carnaval, organizado em fevereiro ou março, com desfiles dos blocos carnavalescos da cidade e espetáculos musicais com bandas regionais; as celebrações da Semana Santa; a Festa de São Benedito, que é realizada desde o começo do século XX, em abril, com missas e procissões pelas ruas da cidade e gincanas envolvendo a comunidade e as escolas; o dia do Sertanejo, em maio, com celebrações religiosas especiais e espetáculos musicais com duplas sertanejas em homenagem às caravanas de viajantes com violeiros; e a Festa de Nossa Senhora Aparecida, em ocasião de seu dia comemorativo, em 12 de outubro, marcada por missas especiais e pela procissão do Porto Itaguaçu até a Basílica antes de amanhecer.
Em Aparecida há quatro feriados municipais e oito feriados nacionais, além dos pontos facultativos. Os feriados municipais são a Sexta-Feira Santa, que em 2025 é celebrada no dia 18 de abril; o dia de São Benedito, em 28 de abril; o dia da Consciência Negra, em 20 de novembro; e o dia do aniversário da cidade, em 17 de dezembro. De acordo com a lei federal nº 9.093, aprovada em 12 de setembro de 1995, os municípios podem ter no máximo quatro feriados municipais com âmbito religioso, já incluída a Sexta-Feira Santa.